# Josefa García Cirac
María Josefa García Cirac (Benavente, 14 de julio de 1969) es una política española del Partido Popular, presidenta de las Cortes de Castilla y León entre 2011 y 2015, consejera de Cultura y Turismo de la Junta de Castilla y León desde 2015 hasta 2019.

## Biografía
Nacida el 14 de julio de 1969 en Benavente, provincia de Zamora, estudió Derecho en la Universidad de Salamanca.
Concejal del Ayuntamiento de Salamanca entre 1999 y 2003, fue diputada electa por Salamanca del parlamento autonómico de Castilla y León en la VII legislatura. Tras las elecciones a las Cortes de Castilla y León de 2011, renovó escaño de procuradora por Salamanca en la VIII legislatura y fue nombrada el 14 de junio presidenta de la cámara autonómica, en sustitución de José Manuel Fernández Santiago, así como presidenta de la Fundación Villalar.
Tras las elecciones autonómicas de 2015 revalidó escaño en las Cortes, y fue sucedida en junio en el cargo de presidenta de las Cortes en la IX legislatura por Silvia Clemente Municio y tomó posesión del cargo de consejera de Cultura y Turismo del ejecutivo de la Junta de Castilla y León el 8 de julio de 2015.